# Dendrocnide oblanceolata
Dendrocnide oblanceolata är en nässelväxtart som först beskrevs av Elmer Drew Merrill, och fick sitt nu gällande namn av Chew. Dendrocnide oblanceolata ingår i släktet Dendrocnide och familjen nässelväxter. Inga underarter finns listade i Catalogue of Life.